# Bussana Vecchia
Bussana Vecchia (Bussann-a Vegia in ligure) è una frazione collinare del comune di Sanremo. Il violento terremoto del 23 febbraio 1887 semidistrusse il paese, fino a quel momento chiamato semplicemente "Bussana", tanto da venire completamente evacuata dagli abitanti (su ordine dell'autorità militare imposta dal governo), che si spostarono circa tre chilometri più a valle, fondando il paese di Bussana Nuova. Totalmente abbandonata per decenni, ha ricominciato ad essere abitata dal finire degli anni cinquanta del Novecento da artisti italiani e stranieri, attratti dalla particolarità del luogo, che ristrutturarono e resero nuovamente abitabili gli edifici meno danneggiati. Ospita una comunità di artisti internazionale, con botteghe artigiane ed alcuni punti di ristoro, tanto da essere divenuto, negli anni, un caratteristico "villaggio di artisti" in un'ambientazione da borgo medioevale.

## Geografia fisica
Posta circa 8 km a nord-est di Sanremo, su una collina rocciosa alle spalle di Bussana Nuova, ha la tipica struttura "a pigna" di borgo medioevale arroccato. L'area che occupa è relativamente verde, circondata da macchia mediterranea, castagneti e pini marittimi; tuttavia l'intera area è stata destinata recentemente a zona industriale, destinata prevalentemente alla floricoltura.

## Storia
Il paese parrebbe essere stato fondato in epoca romana, con originario nome di Armedina o Armedana; è tuttavia solo nel VII secolo che si hanno le prime evidenze di una presenza stabile; in seguito ad invasioni longobarde la popolazione decide di muoversi nella sottostante Valle Armea, dove resta fino al X secolo quando le frequenti invasioni saracene spingono a muoversi nuovamente in posti più elevati e facilmente difendibili. Inizia quindi l'edificazione spontanea delle prime strutture difensive sulla collina sovrastante.
Almeno dall'inizio del XI secolo Bussana Vecchia cade sotto il controllo dei Conti di Ventimiglia, che provvedono all'edificazione di un primo castello a scopo difensivo.
Nel XIII secolo il paese viene acquistato dalla Repubblica di Genova, che tuttavia lascia una relativa indipendenza ai circa 250 abitanti di Bussana Vecchia. Nel frattempo l'originale castello perde la propria funzione difensiva, per passare a struttura residenziale. L'annessa cappella continua a fungere da luogo di culto per gli abitanti del paese.
A partire dal XV secolo inizia uno sviluppo edilizio del paese, accompagnato a un forte incremento demografico: nel 1404 viene completata la prima chiesa, edificata sui resti di una precedente, e viene dedicata a Sant'Egidio. Contemporaneamente le abitazioni, edificate secondo lo stile romano con pietre squadrate, iniziano ad essere realizzate con le pietre stondate provenienti dalle vicine spiagge rocciose. L'originario castello, abbandonato, è oramai in rovina.
Nel XVI secolo il paese si allarga alla zona sud-est, ed è a questo periodo che risalgono quasi tutte le costruzioni presenti nel paese. Nel 1505 vengono completati i lavori alla chiesa di Sant'Egidio, che acquista due navate laterali. Diventa sempre più evidente la struttura "a pigna", tipica dei villaggi edificati su terreni molto scoscesi, ad esempio, nel nucleo originario di Sanremo.
Il XVII secolo vede la completa rivisitazione della chiesa, che dallo stile romanico originale passa al barocco. Vengono quindi rimosse le colonne che delimitavano le due navate, e sulle pareti vengono aggiunte sei cappelle con altare. Le decorazioni vengono affidate ad un giovane pittore di Osteno (lago di Lugano), Gerolamo Comanedi, che dedicherà l'intera vita ad apporre stucchi, fregi e pitture di buon livello.
La vita nel paese prosegue relativamente tranquilla, tanto che nel corso dei due secoli seguenti il borgo resta sostanzialmente immutato. La popolazione è prevalentemente rurale, vive di agricoltura, di coltivazione di olivi e agrumi (su terreni disposti in terrazzamenti), e di piccolo allevamento. La vita religiosa assume un ruolo sempre maggiore, tanto che la chiesa viene ulteriormente decorata e restaurata.
A partire dal XIX secolo cominciano ad aversi i primi sentori della pericolosità del luogo, ancora considerato zona a rischio sismico. Si cominciano a verificare i primi terremoti di un certo rilievo (nel 1831, 1851 e 1854), tanto che la popolazione decide di rinforzare gli edifici esistenti introducendo i tipici archetti che collegano, all'altezza del primo o del secondo piano, le abitazioni che si affacciano da lati opposti degli stretti carrugi di Bussana Vecchia.

### Il terremoto del 1887

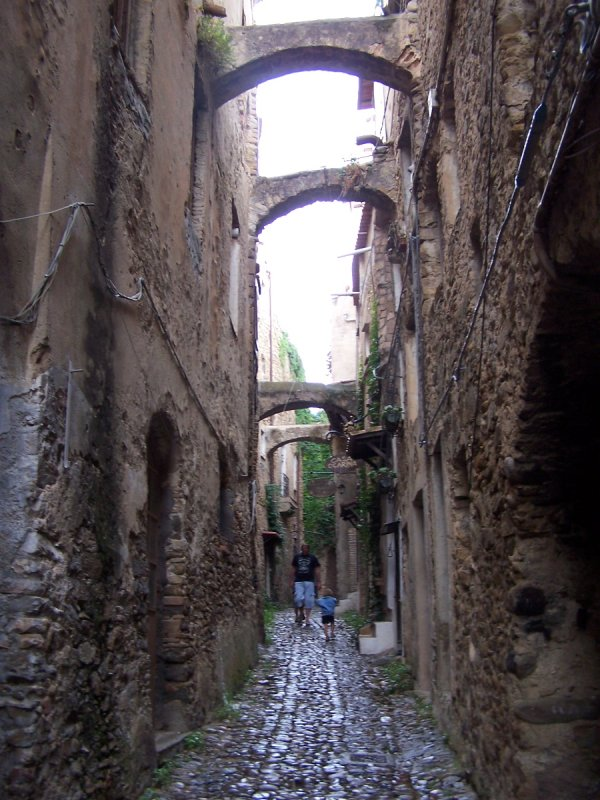
Scorcio del centro storico

Il mercoledì delle Ceneri del 1887, un 23 febbraio, alle 6:21 si verifica la scossa di terremoto che segnerà per sempre il destino del paese. A quell'ora buona parte della religiosa popolazione si trova in chiesa per seguire la messa. In soli venti secondi il sisma provoca morti e danni ingentissimi: fa crollare la volta della gremita chiesa, e la quasi totalità delle abitazioni della parte alta del villaggio vengono distrutte, seppellendo centinaia di persone.
I sopravvissuti decidono dapprima di accamparsi nella zona bassa del paese, in attesa di capire se sia possibile recuperare in qualche modo le costruzioni meno lesionate e ricostruire le abitazioni crollate. Tuttavia un'apposita commissione istituita per verificare la fattibilità della ricostruzione stabilisce che sia molto più sicuro abbandonare il borgo per ricostruirlo più a valle, anche perché viene presentata la situazione molto più tragica di quanto in realtà non sia, probabilmente per fini legati a speculazioni immobiliari. La maggior parte della popolazione è contraria a questa scelta, in quanto vorrebbe ampliare il borgo originario e sostituire le costruzioni più malandate, tuttavia il vivo ricordo del terremoto e le imposizioni delle autorità convincono la popolazione a fondare il paese di Bussana Nuova, nell'area già nota come Capo Marine.
Nel 1889 viene posta la prima pietra del municipio di Bussana Nuova, e nel 1894 i bussanesi abbandonano definitivamente il borgo originario, celebrando l'ultima messa nella Domenica delle Palme. Il paese, da quel momento, verrà chiamato "Bussana Vecchia".

### La rinascita della vecchia Bussana

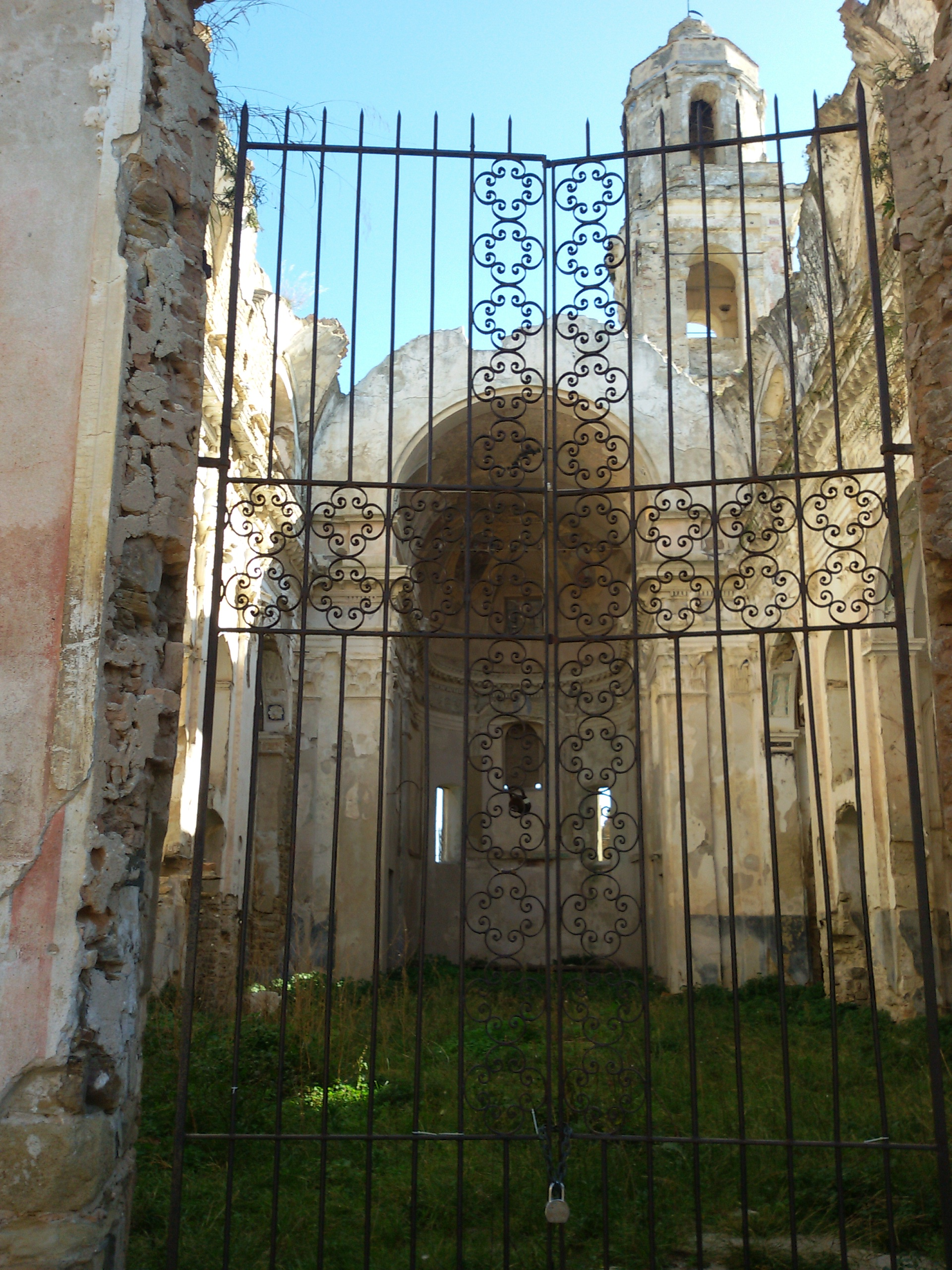
Chiesa di Sant'Egidio, 2015

Fino agli anni quaranta del Novecento Bussana Vecchia viene sfruttata come deposito a buon mercato di materiale da costruzione; tuttavia dopo la Seconda guerra mondiale alcune famiglie di immigrati dal sud Italia cercano di stanziarsi nel luogo. L'amministrazione sanremese, da cui nel frattempo Bussana dipende, fa di tutto per allontanare tali persone dal luogo, tanto che viene imposta la distruzione forzata di tutte le abitazioni ancora parzialmente agibili.
Però è solo dalla fine degli anni cinquanta che alcuni artisti scoprono il villaggio e decidono di stabilirvisi.: è un meraviglioso luogo di ispirazione, e può servire a fondare una comunità artistica ideale. L'artista torinese Mario Giani (in arte, Clizia), dopo aver scoperto il luogo nel 1959 tenta di formare una colonia di artisti ma non vi riesce e abbandona il villaggio spostandosi a Sanremo, aprendo un bar nella parte chiamata Vecchia Pigna. Intanto il pittore siciliano Vanni Giuffre che esponeva al Casinò di Sanremo, decide di venire ad abitare nel villaggio.
Qui assieme ad altri amici accorsi da tutto il mondo sancisce una specie di "Costituzione", regolarmente depositata presso il notaio sanremese Minoia, che regola la vita del villaggio. Nasce così la "Comunità Internazionale Artisti di Bussana Vecchia. Dato che i ruderi non sono più di proprietà di nessuno, chiunque voglia stabilirsi nel villaggio può scegliersi il proprio rudere e ristrutturarlo usando esclusivamente i materiali ancora presenti sul luogo. Si può usufruire di tale luogo per sole finalità artistiche, e quando si decide di abbandonare il villaggio, colui che subentra deve solo rifondere simbolicamente le spese effettuate per la ristrutturazione. In caso di abbandono per più di tre anni, il luogo ritorna alla Comunità, che ne può stabilire la nuova assegnazione ad altri artisti. Inoltre non è consentito vendere le proprie opere o mettere in piedi atelier in questi luoghi.
Con il passare degli anni, il nucleo di artisti continua a crescere, fino ad arrivare a una quarantina di persone nel 1968. L'ambientazione è ormai internazionale: si è creato un villaggio di artisti e liberi pensatori che comunicano tra loro in inglese e francese, riunendosi in spazi comuni per discutere e filosofeggiare. Alcune divergenze interne, tuttavia, finiscono per far naufragare il progetto originario del paese, che finisce per dividersi in due gruppi diversi di artisti, ognuno con la propria galleria ed i propri spazi comuni. Fino al 1968, quando nasce il primo atelier individuale.
Aleggia tuttavia il sempre presente pericolo di sgombero, in quanto i cittadini di Bussana Nuova osteggiano la ripopolazione del vecchio villaggio. Sgombero che arriva nel luglio del 1968, quando un paese ricompattato per necessità forma delle barricate che impediscono alla polizia di sgomberare il paese, il tutto alla presenza di numerosi giornalisti internazionali.
Il villaggio quindi ritrova una certa compattezza, nonostante le esigenze dei residenti (una decina) siano ben diverse dagli stagionali: lentamente si aprono altri laboratori individuali, ma si lavora sempre ad una galleria comune. Gli stagionali, tuttavia, ritengono che vivere con candele e acqua di fonte sia sufficiente per le proprie esigenze, mentre la popolazione stanziale spinge per l'allacciamento del paese alla rete idrica ed elettrica.
Nascono dagli inizi degli anni settanta i primi problemi interni sul riconoscimento legale dei luoghi: la proprietà privata inizia a delinearsi come una necessità, in netto contrasto con gli ideali iniziali della Comunità degli Artisti. Nel frattempo i discendenti degli originali abitanti del paese fondano l'associazione degli "Amici di Bussana", con l'intento di riappropriarsi delle zone appartenenti ai propri avi, ed in tal modo cintano e dichiarano propria l'intera area nord del paese.

### Verso la Bussana turistica

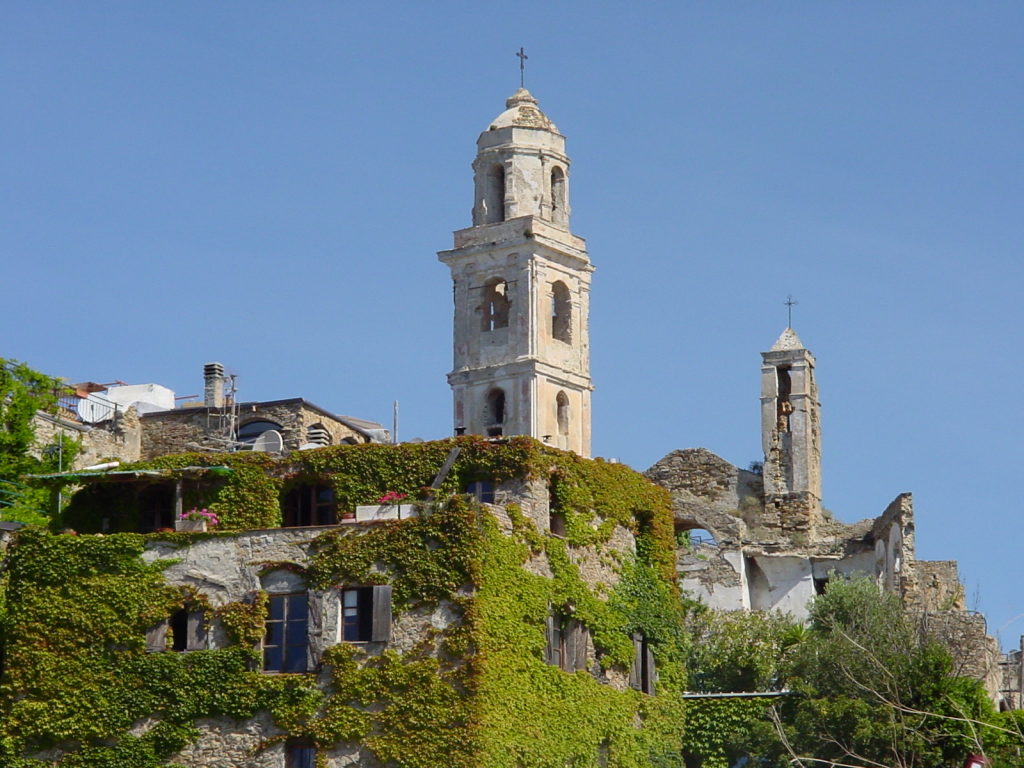
Torre campanaria della vecchia chiesa di Sant'Egidio

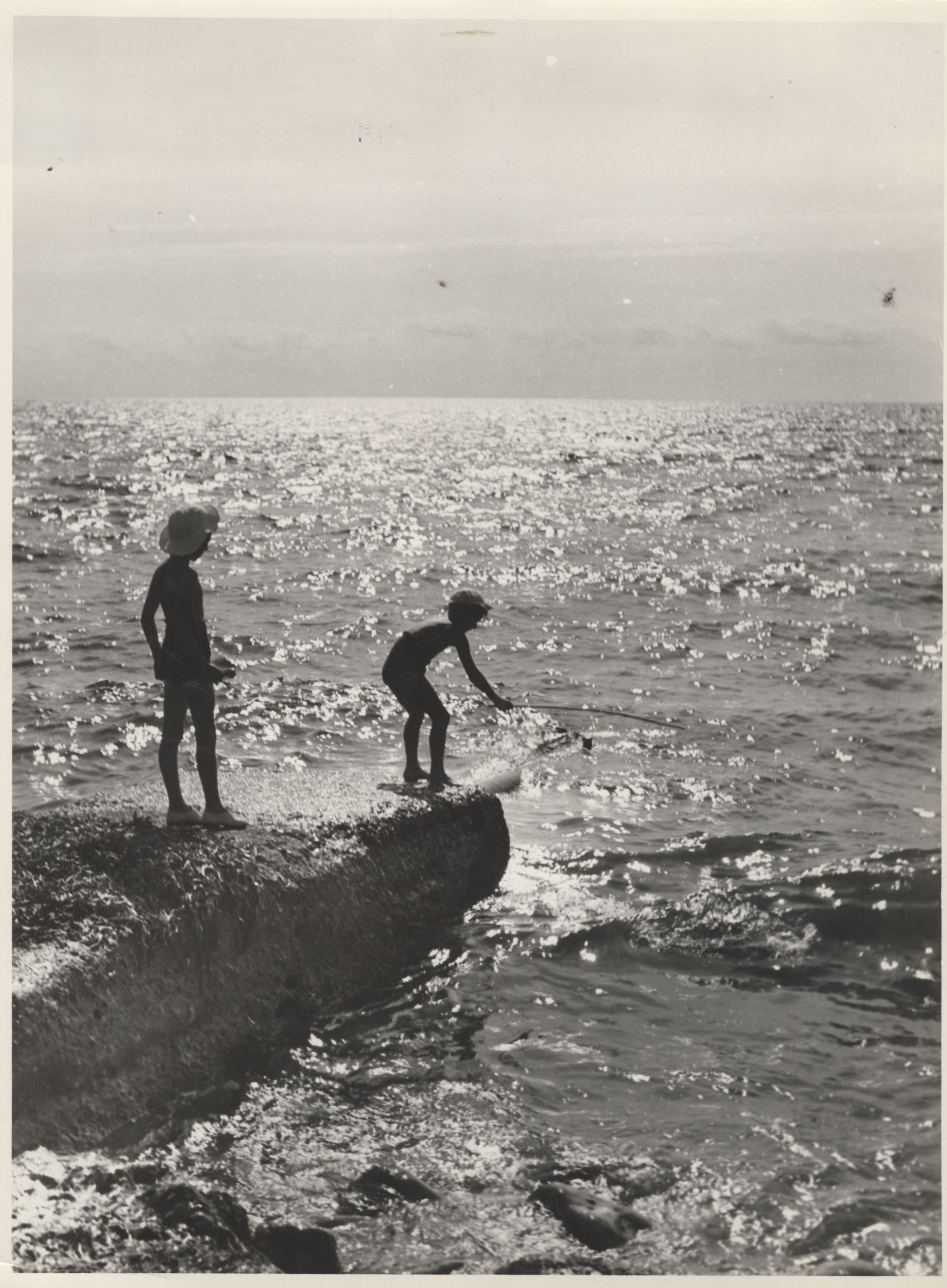
La spiaggia di Bussana nel 1955

Il paese, nei primi anni settanta, è ancora visitato solo da turismo d'élite: gli stagionali vivono normalmente di altro, e si recano a Bussana solo per intenti creativi. I residenti, invece, devono contare sui proventi della propria attività artistica, quindi cercano di attirare al villaggio il turismo di massa, in piena esplosione in quel periodo. A tale scopo la produzione artistica cominciò a scivolare verso le opere di artigianato, per sfruttare il nuovo mercato venutosi a creare.
Nel frattempo, nel 1974 l'acquedotto comunale viene allacciato al paese.
Nel 1976 viene effettuata una riunione con tutti gli abitanti del villaggio per decidere del futuro del paese, e si decide di fondare il "Comitato del Borgo di Bussana Vecchia". Tale comitato viene quindi riconosciuto ufficialmente dal comune di Sanremo e dall'amministrazione decentrata di Bussana Nuova, che riconosce quindi la nuova toponomastica di "Bussana Vecchia". Nello stesso anno vengono quindi riconosciute le prime residenze e nel 1977 venne portata l'elettricità all'intero paese.
Agli inizi degli anni ottanta la popolazione residente era salita a circa un centinaio di persone. Tuttavia gli abitanti non erano più esclusivamente artisti: il boom economico-speculativo dell'epoca spinse molte persone a pensare di poter fare guadagni facili con il turismo estivo, aprendo botteghe di artigianato più dozzinale, ed abbassando quindi il livello qualitativo delle produzioni artistiche presenti.
Lo sviluppo del borgo interessa ora anche il Comune di Sanremo, che nel 1982 bandisce un concorso internazionale per decidere la ristrutturazione da attuare al luogo. Nel frattempo viene riconosciuta ufficialmente la "Nuova Comunità Internazionale Artisti", associazione poi legalmente riconosciuta che raccoglie e si fa portavoce di tutti gli abitanti del villaggio.
Nel 1984 la Finanza stabilisce definitivamente che gli edifici ancora erroneamente accatastati come proprietà degli abitanti di Bussana, in realtà sono di proprietà dello Stato. Coloro che risiedono in paese da più di vent'anni, tuttavia, provano a fare richiesta per vedere attribuita la proprietà delle costruzioni per usucapione, ma è questo il punto di partenza per una lungaggine burocratico-amministrativa da cui ben pochi sono riusciti a venir fuori facilmente.
Dal punto di vista artistico, viene istituito il "Laboratorio Aperto", vengono cioè stabilite delle linee guida secondo le quali l'intero villaggio è un unico laboratorio artistico, in modo da cercare di ridurre la ormai scarsa qualità dei prodotti in esposizione e vendita nei vari atelier.
Nel frattempo la lotta contro lo Stato per vedere riconosciute per usucapione le case ristrutturate dai residenti si fa sempre più serrata, tanto che le numerose difficoltà a cui vanno incontro gli abitanti minano lentamente la resa artistica complessiva. Lotta che si protrae ancora, a colpi di decreti e carte bollate.
Tuttavia, nel dicembre 2017, il demanio ha inviato a tutti gli abitanti delle lettere con delle ingiunzioni di pagamento di migliaia di euro definendoli occupanti abusivi. Il presidente della Comunità di artisti si oppone a queste richieste e porta in giudizio il Demanio dello Stato. Dopo una sentenza favorevole ai residenti, da parte del tribunale civile di Imperia, sono seguiti ulteriori procedimenti legali, intentati anche singolarmente dai soggetti residenti contro le richieste di indennizzo dello Stato, alcuni presso il tribunale di Imperia, altri presso il tribunale di Genova.

## Monumenti e luoghi d'interesse

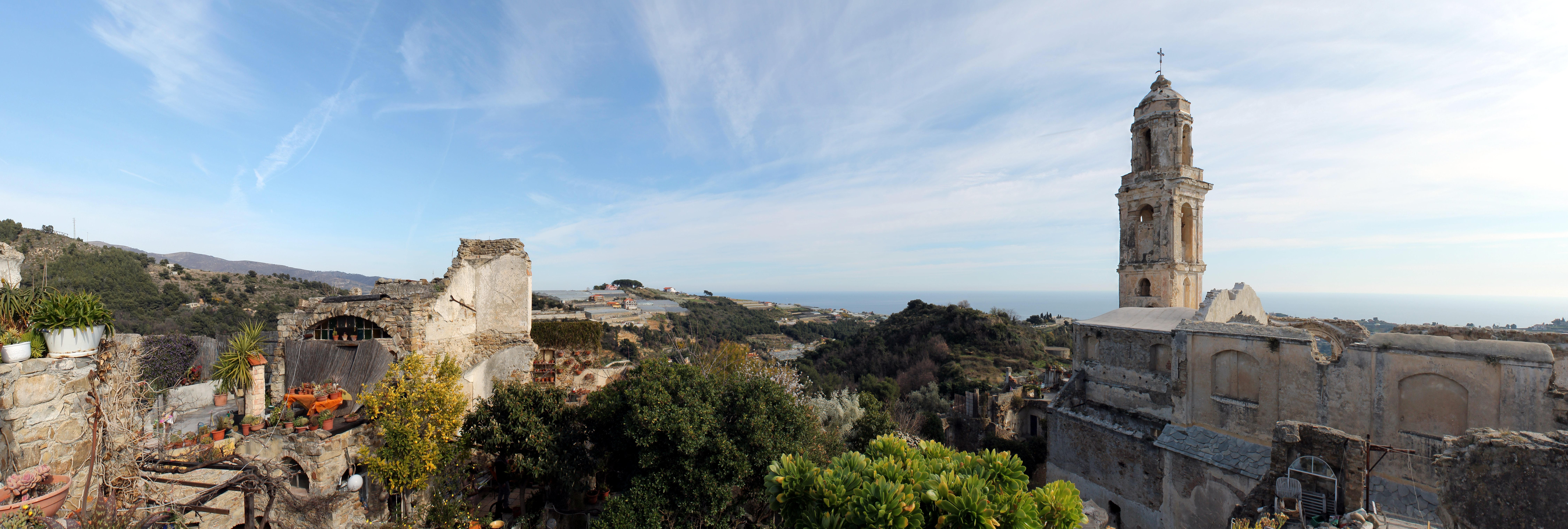
Panorama dalla cima del Giardino tra i Ruderi

Il paese è visitabile interamente a piedi in circa un'ora. Tuttavia una delle maggiori attrattive è rappresentata dalle caratteristiche botteghe e gli atelier degli artisti, aperte un po' ovunque nel borgo.
La vecchia chiesa di Sant'Egidio, mai ristrutturata, mostra ancora tracce di quelli che erano gli stucchi e le pitture originarie; è visitabile solo dall'esterno, in quanto pericolante. Il campanile della chiesa è miracolosamente scampato al sisma, e viene visto dagli abitanti di Bussana Vecchia come il simbolo del paese.
L'Oratorio di Giovanni Battista posto nella zona est del paese è anch'esso visitabile solo dall'esterno.

## Cultura
Il paese è stato meta per anni di artisti provenienti da tutto il mondo, tanto da aver influenzato il tipo di manifestazioni che si svolgono stagionalmente nel villaggio. Manifestazioni teatrali, esposizioni d'arte e musica dal vivo, soprattutto nelle sere d'estate, sono tra le attività più frequentate.
Bussana Vecchia negli anni è diventata una comunità artistica ed è stata abitata da numerosi artisti provenienti da diverse discipline.

## Economia
Il borgo primigenio ha basato la sua economia sulla coltivazione degli olivi e degli agrumi, e su una cerealicoltura abbastanza limitata. Con la crescita di interesse verso la floricoltura, a fine '800, si stava iniziando ad esplorare questa possibilità, portata poi avanti dagli abitanti di Bussana Nuova negli anni a venire.
L'economia è fondata sul turismo. Il paese offre alcuni bar, punti di ristoro e ristoranti che propongono specialità vegetariane e della cucina ligure, un bed&breakfast, un orto botanico, un vivaio, e numerose botteghe ed atelier di artisti ed artigiani che mettono in vendita le loro produzioni.

## Trasporti e vie di comunicazione

### Strade ed autostrade
Bussana Vecchia è raggiungibile uscendo dall'Autostrada A10 "dei Fiori" al casello autostradale di Sanremo Est / Arma di Taggia, quindi percorrere l'Aurelia bis fino all'uscita della Valle Armea, e seguire le indicazioni per Bussana/Bussana Vecchia.
Dalla via Aurelia, all'altezza della Valle Armea, seguire le indicazioni per Bussana e quindi Bussana Vecchia.
Il paese è percorribile solo a piedi, quindi è necessario parcheggiare fuori dal paese: i parcheggi sono solo lungo la strada.

### Linee ferroviarie
La stazione dei treni più vicina è quella di Taggia - Arma; poco più distante è la stazione di Sanremo.

### Autolinee
Vi sono linee di autobus dalla stazione dei bus di Sanremo fino a Bussana Nuova; in periodo estivo sono talvolta presenti bus-navetta da Bussana Nuova o direttamente da Sanremo.

## Galleria d'immagini

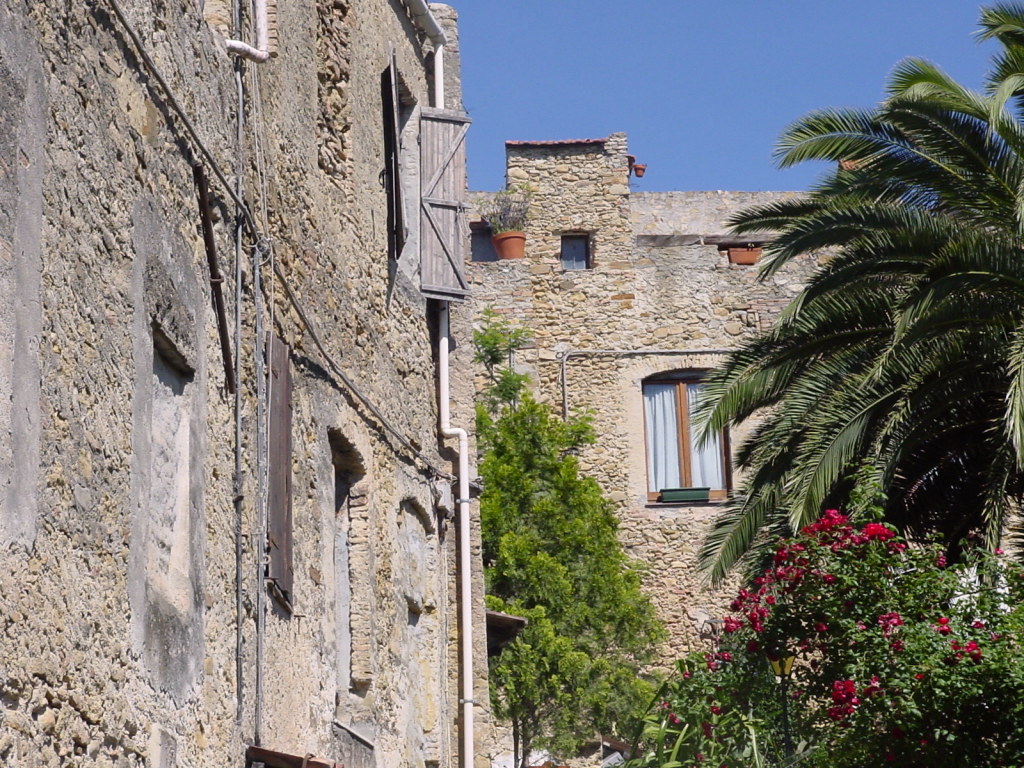
Facciate di alcune case
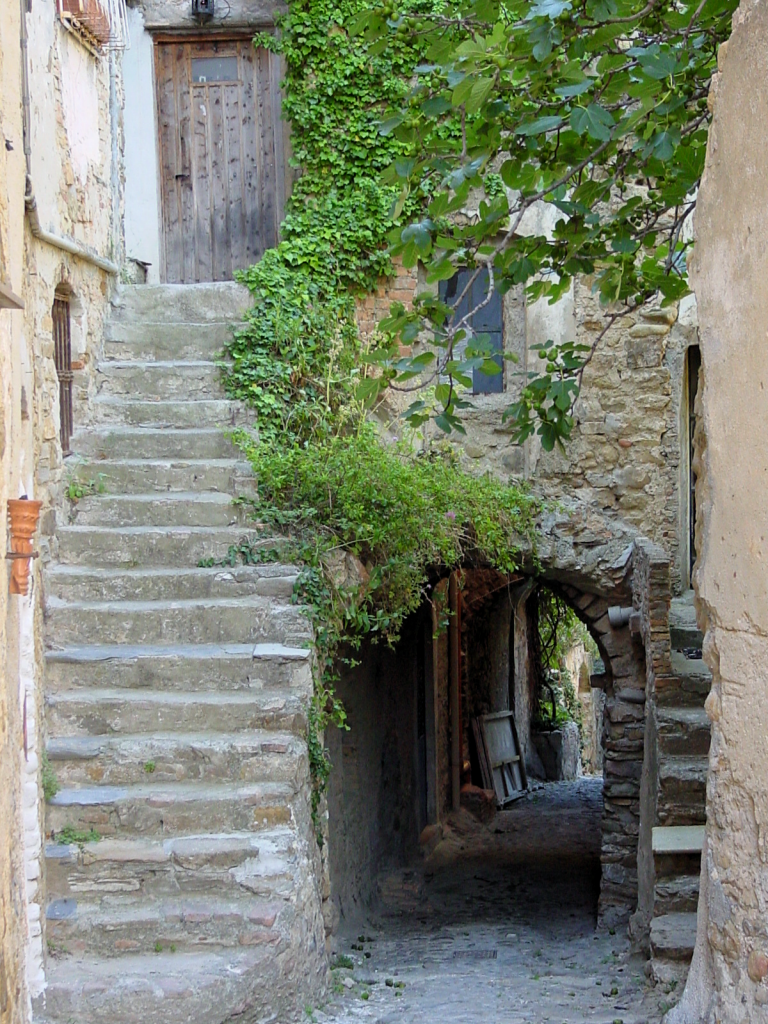
Vecchia casa in una corte interna
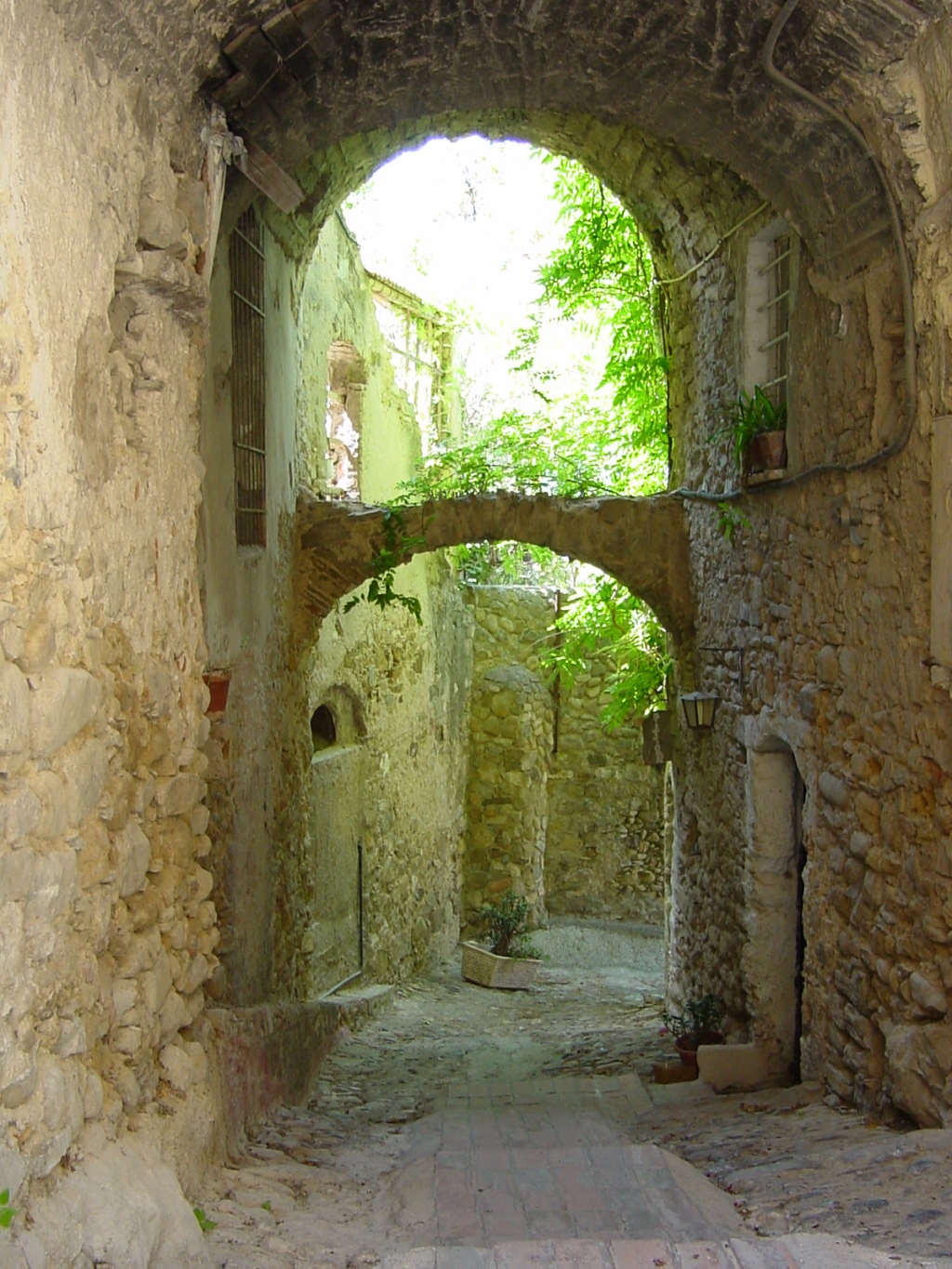
Archetto di rinforzo a scopi antisismici
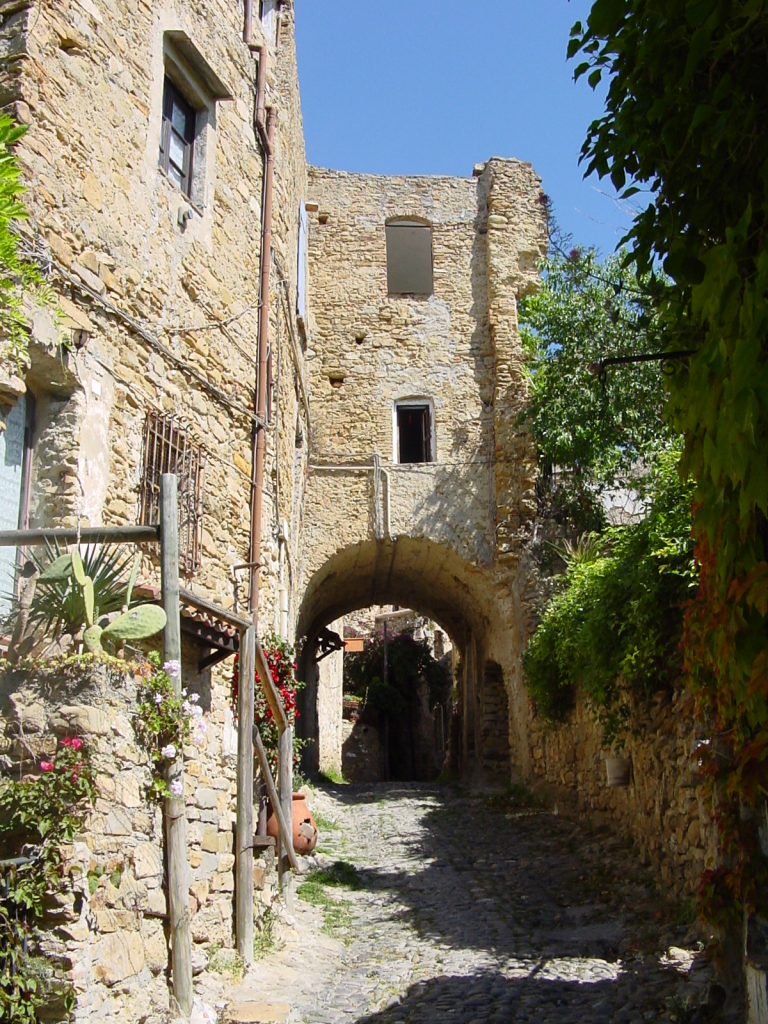
Stradine con vecchie case
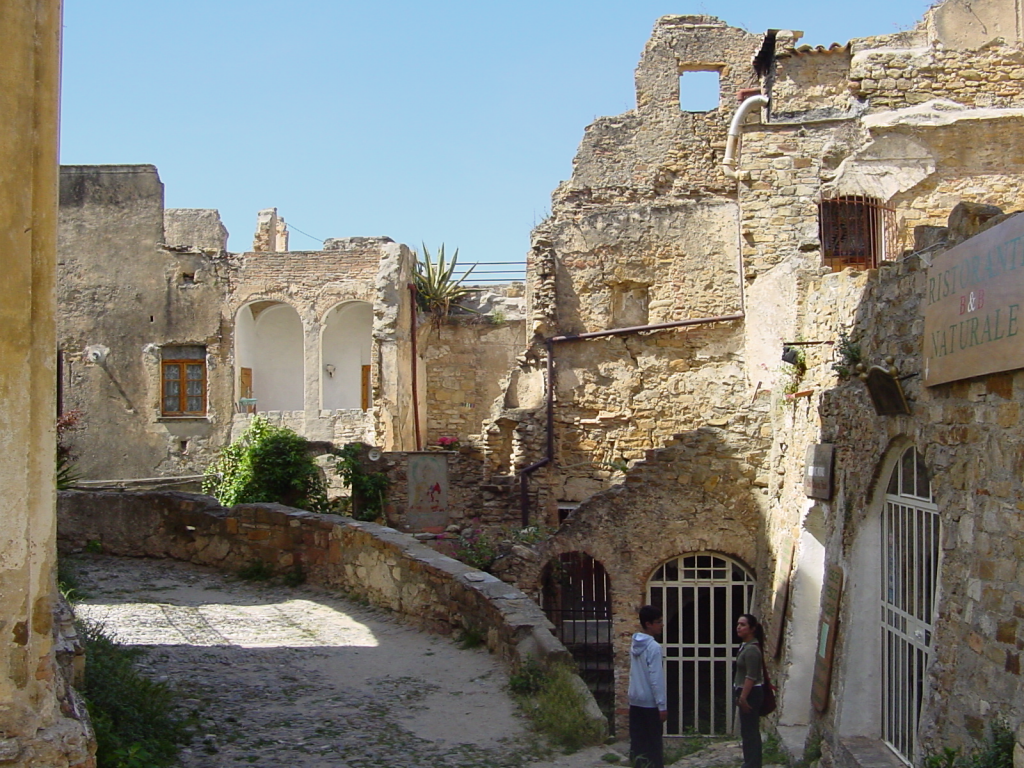
Centro del paese, davanti alla chiesa di Sant'Egidio
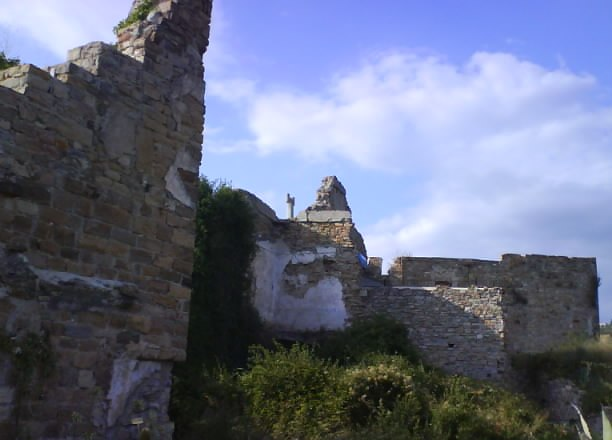
Rovine di vecchie abitazioni